# Сильвестер, Питер
Питер Деннис Сильвестер (англ. Peter Dennis Silvester; 19 февраля 1948 года в Уокингеме) — английский футболист, игравший на позиции нападающего.
Сильвестр начал свою профессиональную карьеру с «Редингом», в котором он играл с 1965 по 1970 год, забив 26 голов. Затем он присоединился к «Норвич Сити», с которым выиграл Второй дивизион Футбольной лиги в 1972 году и забил 37 голов в 100 матчах. Он также играл в аренде за «Колчестер Юнайтед». Позже он перешёл в «Саутенд Юнайтед», откуда шесть раз отдавался в аренду: дважды в американский «Балтимор Кометс»; между этими двумя арендами возвращался в «Рединг» также на правах аренды; в «Сан-Диего Джавс», которые стали правопреемниками «Балтимор Кометс»; в канадский «Ванкувер Уайткэпс» и английский «Блэкберн Роверс». Во время первой аренды в «Балтимор Кометс» Сильвестер стал лучшим игроком 1974 года в NASL, показав рекордную в карьере результативность: 14 голов в 18 матчах. Последним клубом Сильвестра стал «Мейдстон Юнайтед».

## Достижения
- Второй дивизион Футбольной лиги (победитель): 1971/72
- Лучший игрок NASL: 1974